# Kilada
Kilada (griechisch Κοιλάδα (f. sg.)) ist eine Ortsgemeinschaft in der Gemeinde Ermionida und liegt am Argolischen Golf, etwa vier Kilometer nordwestlich von Kranidi in Griechenland. Neben dem namengebenden Fischerort gehören noch die Weiler Doroufi (28 Einwohner) und Kambos (56 Einwohner) sowie die unbewohnte Insel Koronida zur Ortsgemeinschaft. Bekannt ist der Ort durch die Franchthi-Höhle, die sich auf der gegenüberliegenden Seite der Bucht befindet und mit dem Boot von Kilada aus erreicht werden kann.
Der Ort verfügt über viele Tavernen, fünf Lebensmittelmärkte und viele andere Geschäfte, eine Apotheke, einen Supermarkt auf der Strecke nach Kranidi, eine Werft, in der Schiffe noch in traditioneller Weise gebaut werden, und einen Bootstellplatz mit Slipanlage und Kran sowie Arbeitsmöglichkeiten am Boot und einem Zubehörladen.
Die in Privatbesitz befindliche Insel Koronida (Κορωνίδα) trennt die Bucht von Kilada vom übrigen Argolischen Golf ab, dadurch ist die Bucht ausgesprochen ruhig und gut geschützt und stellt so einen idealen Ankerplatz dar. Freie Liegeplätze am Kai gibt es in der Saison allerdings nur selten.
Man vermutet, dass hier der in der Ilias erwähnte Ort Mases lag. Das Heer Mases' zog unter Führung des Diomedes in den Trojanischen Krieg.

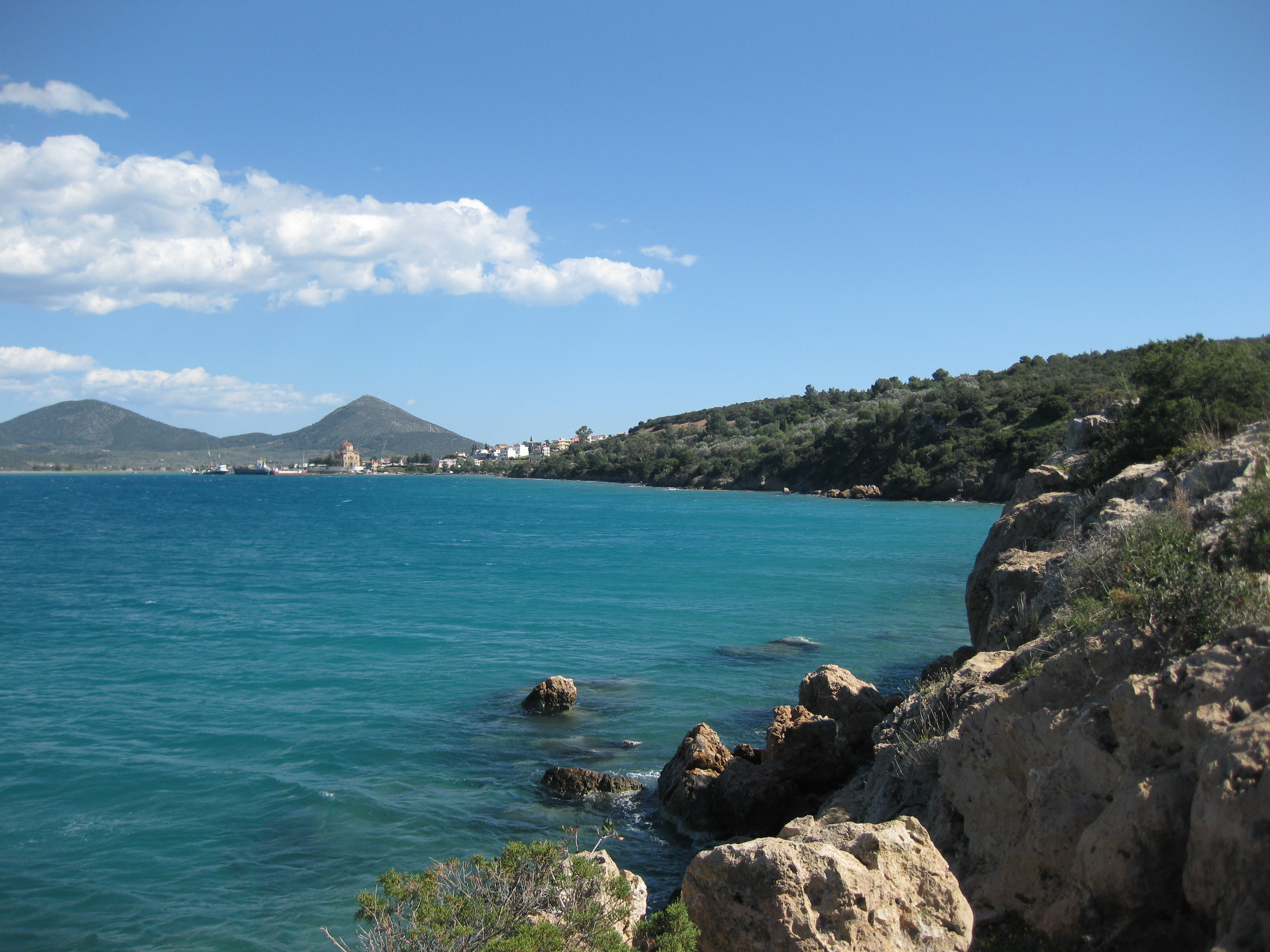
Ansicht von Nordwesten
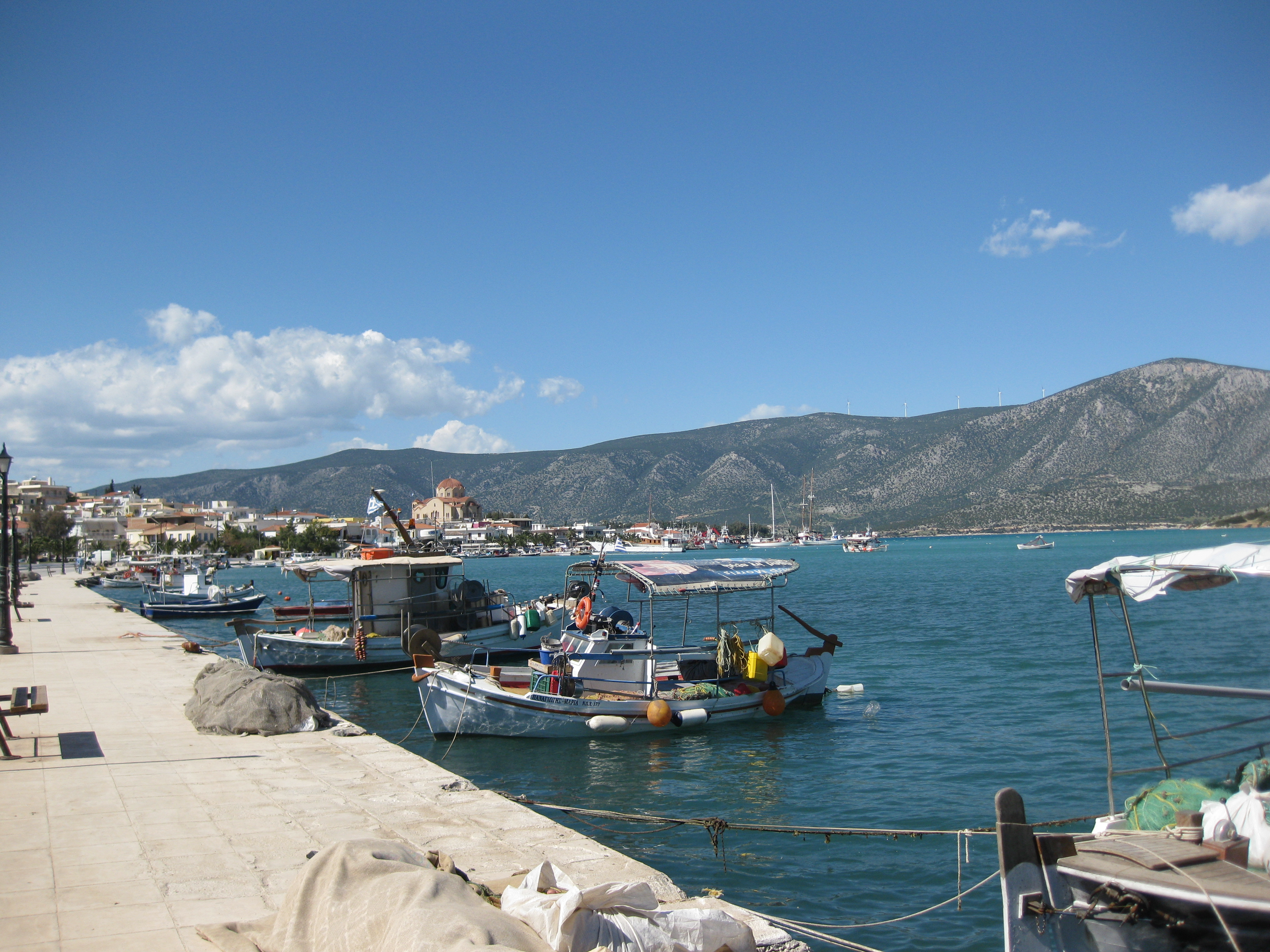
Der Hafen